# Albertirsa
Albertirsa (hongrois : Albertirsa [ˈɒlbɛrtiʃɒ]) est une localité hongroise située dans le comitat de Pest, formée par union en 1950 des communes d'Alberti et d'Irsa.

## Nom et attributs
L'origine du nom Albertirsa vient de la fusion des noms des deux anciennes communes, Alberti et Irsa, réunies en 1950.
Le nom Alberti est attesté pour la première fois en 1277 sous la forme Alberth, mais une localité située sur le même territoire est déjà mentionnée en 1246 sous le nom d'Istvánfalva.
Le nom Irsa, quant à lui, provient du mot jelsa, qui signifie « aulne » en slavon. Il apparaît pour la première fois dans les sources écrites en 1281, dans un document mentionnant une route reliant la commune à Bercel.

## Site et localisation

### Géologie et géomorphologie
Albertirsa est située à la jonction du plateau sablonneux du Duna–Tisza et des collines de Monor-Irsai, à 21 kilomètres au nord-ouest de Cegléd. Son territoire regorge de richesses naturelles protégées, notamment l'une des plus grandes colonies de guêpiers d'Europe centrale. À la limite nord de la commune coule le ruisseau Gerje.

## Histoire

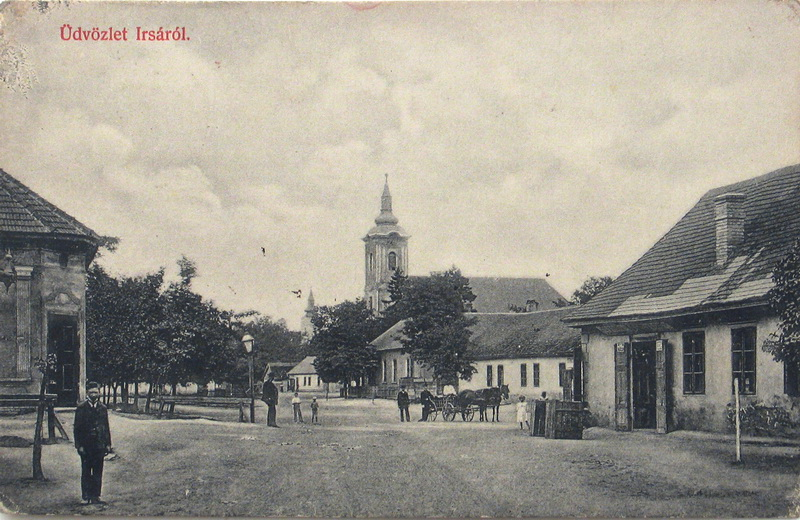
L'église catholique romaine baroque d'Irsa, reconstruite en 1910, intègre les vestiges d'une première église datant d'avant 1447. À l'origine de style roman, elle fut déjà reconstruite une première fois au milieu du XVIIIe siècle sous l'impulsion de József Zlinszky.

Albertirsa a été fondée en 1950 par la fusion des communes d'Alberti et d'Irsa, séparées par l'actuelle rue du Chemin de fer (Vasút utca). La localité a obtenu le statut de ville en 2003.
L'histoire d'Alberti remonte à 1277, date du plus ancien document mentionnant son nom sous la forme Alberth. Cependant, une localité située sur le même territoire est déjà mentionnée en 1246 sous le nom d'Istvánfalva. La commune fut dépeuplée pendant l'occupation ottomane, avant d'être repeuplée en 1710 par son seigneur de l'époque, András Váracskay, un colonel kuruc. Il fit venir des colons évangéliques du Haut-Pays, originaires du village de Nagyszalatna (Zólyom). Parmi eux, la majorité parlait slovaque, bien que certaines familles portaient des noms hongrois.
L'origine du nom Irsa provient du mot "jelsa", qui signifie aulne en slavon. La première mention écrite de la localité date de 1281, dans un document faisant référence à une route menant de la commune à Bercel. En 1360, elle est citée comme propriété des nobles d'Irsa, et son église, dédiée à Sainte Marguerite, est également mentionnée. Comme Alberti, la commune fut dépeuplée sous l'occupation ottomane.

## Population

### Minorités culturelles et religieuses
Lors du recensement de 2011, 88,5 % des habitants d'Albertirsa se sont identifiés comme Hongrois, 2,1 % comme Roms, 0,4 % comme Allemands, 0,4 % comme Roumains, et 0,4 % comme Slovaques, tandis que 11,3 % n'ont pas souhaité répondre. En raison des identités multiples, le total des pourcentages peut dépasser 100 %. Concernant la religion, 27,9 % étaient catholiques romains, 6,9 % réformés, 25,2 % luthériens, 0,4 % catholiques grecs, et 13,3 % sans confession, tandis que 23,4 % n'ont pas répondu.
En 2022, 87,3 % des habitants se sont déclarés Hongrois, 1,6 % Roms, 0,5 % Allemands, 0,4 % Slovaques, 0,3 % Roumains, 0,1 % Bulgares et 0,1 % Ukrainiens, tandis que 2,9 % appartenaient à une autre nationalité non hongroise et 12,5 % n'ont pas répondu. Concernant l'appartenance religieuse, 18,2 % étaient catholiques romains, 17,4 % luthériens, 6,4 % réformés, 0,4 % catholiques grecs, 0,1 % juifs, 0,1 % orthodoxes, 1,9 % d'autres confessions chrétiennes, 0,8 % d'autres catholiques, 13,3 % sans religion, tandis que 41,3 % n'ont pas souhaité répondre.

## Équipements

### Éducation
Albertirsa dispose de plusieurs écoles maternelles, dont la Maternelle Perle (Gyöngyszem Óvoda), la Maternelle Raisin (Mazsola Óvoda), la Maternelle Rayon de soleil (Napsugár Óvoda), la Maternelle Ouvre-toi (Nyitnikék Óvoda) et la Maternelle Graine de moutarde (Mustármag Óvoda). La commune accueille également une école maternelle confessionnelle, la Maternelle de la paroisse évangélique d'Alberti (Alberti Evangélikus Egyházközség Óvodája).
L'enseignement primaire est assuré par plusieurs établissements, dont l'École primaire évangélique Mihály Roszík (Roszík Mihály Evangélikus Általános Iskola), l'École primaire catholique Notre-Dame des Hongrois (Magyarok Nagyasszonya Római Katolikus Általános Iskola) et l'École primaire Sámuel Tessedik (Tessedik Sámuel Általános Iskola). La ville possède également une école d'arts (Albertirsai Művészeti Iskola), qui propose un enseignement artistique aux jeunes talents.
Sur le plan culturel, Albertirsa abrite la Maison de la culture Ferenc Móra (Móra Ferenc Művelődési Ház), qui organise des événements culturels et des activités communautaires, ainsi que la Bibliothèque municipale Sándor Márai (Márai Sándor Városi Könyvtár), qui offre un large choix d'ouvrages et de ressources éducatives aux habitants.

### Santé et sécurité
Albertirsa dispose de plusieurs établissements de santé, dont le Centre de santé (Egészségügyi központ) et le Centre de santé Ádám Politzer (Politzer Ádám Egészségügyi Központ).
Plusieurs pharmacies sont présentes dans la ville, notamment la Pharmacie Espoir (Remény Gyógyszertár), la Pharmacie du Centre (Centrum Gyógyszertár), la Pharmacie Irmák (Irmák Gyógyszertár) et la Pharmacie Irsa (Irsa Gyógyszertár).

### Réseaux intra-urbains
Deux lignes de bus locales assurent le transport à l'intérieur de la commune : la ligne 567 et la ligne 568.

### Réseaux extra-urbains

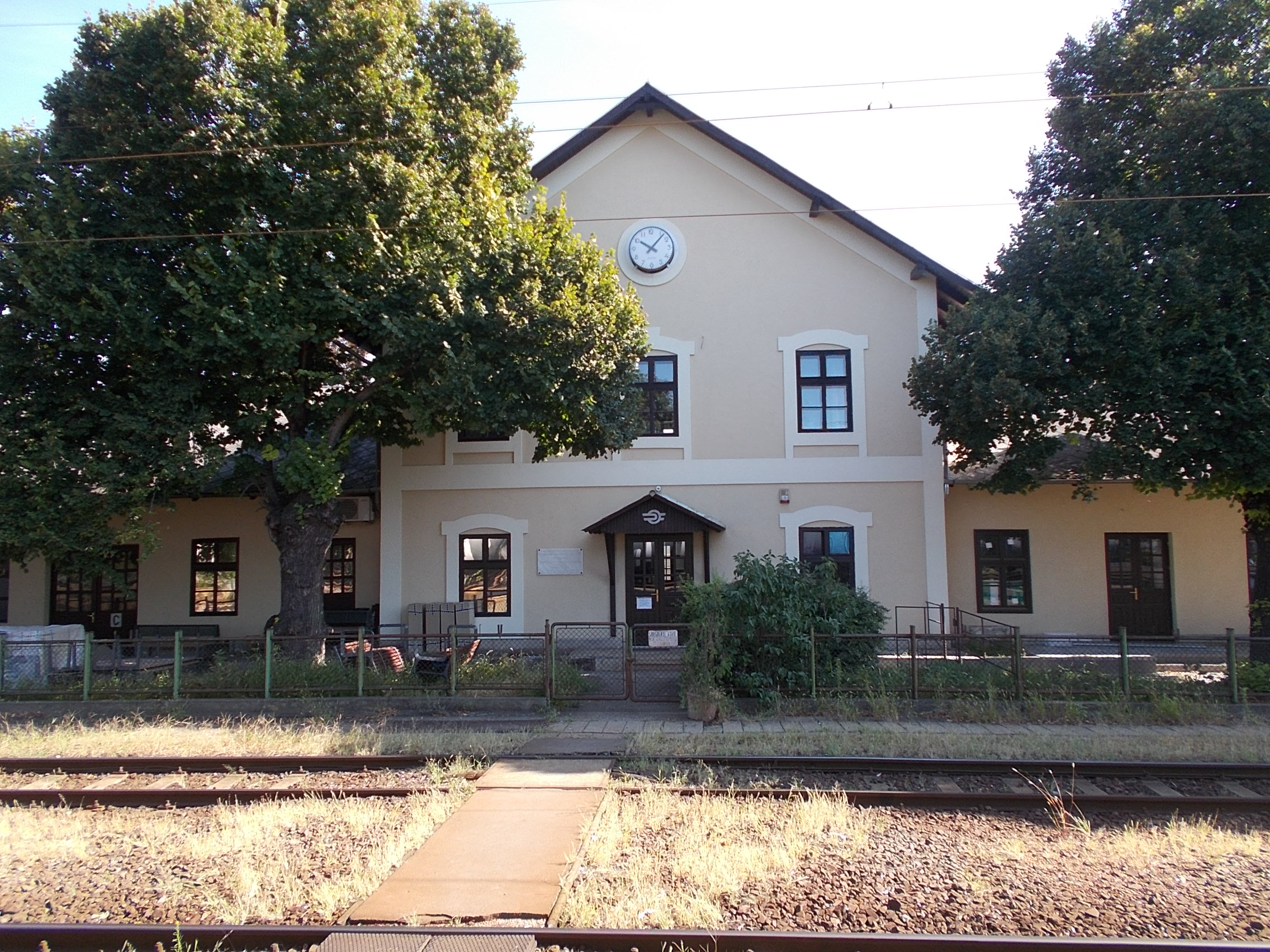
Gare d'Albertirsa.

Albertirsa est facilement accessible par la route nationale 4, qui traverse entièrement la zone habitée. Elle est bien reliée aux grandes villes comme Budapest, Szolnok et Debrecen. Au nord de la commune passent également l'autoroute M4 et la route nationale 405, qui contribuent à désengorger la circulation locale.
Parmi les liaisons routières régionales, Albertirsa est reliée à Tápióbicske par la route 3115, à Dánszentmiklós et Örkény par la route 4607, et à Mikebuda par la route 46114. Albertirsa est desservie par plusieurs lignes de bus reliant la commune aux localités voisines. Parmi celles-ci, la ligne 564 assure une liaison avec Cegléd, tout comme la ligne 565, qui passe par Ceglédbercel avant d'atteindre Cegléd. D'autres lignes desservent les communes environnantes, notamment la ligne 569, reliant Mikebuda, ainsi que la ligne 570, en direction de Dánszentmiklós.
En ce qui concerne le transport ferroviaire, Albertirsa est desservie par la ligne Budapest–Záhony.

## Économie
Albertirsa abrite la plus grande station de transformation électrique de Hongrie, qui reçoit l'électricité à haute tension (750 kV) provenant de l'Ukraine et de la Russie, via la ligne Albertirsa–Vinnicya.

## Patrimoine urbain
L'église évangélique d'Alberti, construite au XVIIIe siècle, est accompagnée d'un presbytère de la même époque. Sámuel Tessedik y est né. Selon un document en slovaque conservé dans la paroisse évangélique d'Alberti, les premiers colons sont arrivés ici le 29 septembre 1711, invités par le seigneur András Váracskay. Conduits par György Csányi, Mihály Takács et Pál Havram, ils sont arrivés avec 24 charrettes et leur pasteur Frigyes Claudinyi. Leur premier temple, construit en bois et en terre, ainsi que leurs maisons, furent bâtis près des marais du Gerje.
Le 28 juin 1763, un tremblement de terre endommagea gravement le village et l'église. Grâce à une autorisation royale de Marie-Thérèse, la construction d'un nouvel édifice débuta en avril 1774, sous la direction du pasteur Zakariás Gegus. Márton Szeleczky, seigneur d'Alberti, fit don du terrain et de 30 000 briques pour le projet. La première pierre fut posée le 4 octobre 1774, et l'église fut achevée le 4 juillet 1778, puis consacrée le troisième dimanche suivant. En 1978, à l'occasion du 200e anniversaire du bâtiment, une plaque commémorative fut installée pour rendre hommage aux pasteurs et maîtres de chant ayant servi la paroisse.
L'église évangélique d'Irsa, également construite au XVIIIe siècle, adopte un style classique. Son autel représente Jésus au milieu d'une foule, les bras ouverts, une œuvre réalisée par Masa Feszty, fille du peintre Árpád Feszty.
L'église réformée d'Irsa, ainsi que l'église catholique romaine baroque, datant de 1764, figurent parmi les autres édifices religieux de la ville.
L'ancienne synagogue d'Irsa, construite en style classique, témoigne du patrimoine juif de la région.
La chapelle funéraire Szapáry, située sur le territoire d'Alberti, a été conçue en 1859 par Miklós Ybl dans un style néo-roman.
Le château Szeleczky-Szapáry, ainsi que la Maison du village (Faluház), font également partie du patrimoine local.

## Tissu associatif
La ville dispose également d'un centre thermal (Albertirsai Gyógyfürdő), ainsi que de plusieurs infrastructures sportives :
- Le centre sportif László Ecsedi
- Le complexe sportif municipal (Városi Sportcsarnok)

## Relations internationales

### Jumelages
La ville d'Albertirsa est jumelée avec :
- Gaggiano (Italie) ;
- Bourg-Saint-Andéol (France) ;
- Malacky (Slovaquie) ;
- Șimleu Silvaniei (Roumanie).

## Personnalités liées à la localité
Plusieurs personnalités sont nées à Albertirsa, parmi lesquelles Imre Alvinczy (1897–1971), avocat, homme politique et député, Éva Brankovits (née en 1928), peintre, Róza Csillag, née Goldstein (1832–1892), chanteuse d'opéra, et Lajos Gellért, né Grünfeld (1885–1963), acteur et écrivain, récompensé du titre d'Artiste émérite. La ville a également vu naître le sculpteur István Nagy (1920–2017), le médecin et professeur Ádám Politzer (1835–1920), spécialiste de l'oto-rhino-laryngologie, ainsi que le dermatologue, urologue et sexologue Mór Porosz, né Popper (1867–1935). Parmi les figures culturelles locales figurent également Géza Szigeti (né en 1929), acteur lauréat du prix Jászai Mari, Sámuel Tessedik (1742–1820), pasteur, pédagogue et botaniste, et József Zsudi (1923–2013), metteur en scène et acteur, également lauréat du prix Mari-Jászai en 1968.
D'autres personnalités ont vécu ou vivent à Albertirsa. L'économiste et homme politique László Békesi (né en 1942) y a passé son enfance, tout comme l'écrivain Imre Cserhalmi (né en 1934). L'acteur László Sirkó (né en 1950) est né à Cegléd, mais a grandi à Albertirsa. La sculptrice et artiste-peintre Aranka Gérné Mezősi (née en 1955) est également originaire de Cegléd, mais vit et enseigne à Albertirsa, où elle exerce également en tant qu'organisatrice culturelle. L'acteur Sándor Csányi (né en 1975) a grandi dans la ville, tout comme Henrietta Kelemen (née en 1994), mannequin et lauréate de Miss Universe Hungary en 2014, et Noémi Makkos (née en 1992), trompettiste.
Parmi les figures du sport, on retrouve le footballeur Károly Erős (né en 1971), international hongrois ayant joué notamment pour l'Újpest et le MTK, ainsi que Csongor Olteán (né en 1984), lanceur de javelot olympique qui réside à Albertirsa depuis son enfance. Le cycliste Károly Petró (né en 1979), plusieurs fois champion amateur de cyclisme sur route, a également grandi et vécu ici.
Albertirsa a également vu grandir des figures du monde artistique, comme le poète György G. Dénes (1915–2001), lauréat du prix Kossuth, le graphiste László Miklosovits (né en 1944) et le sculpteur György Várhelyi (né en 1942), qui réside toujours dans la ville. Parmi les autres personnalités notables figurent le modèle international Barbara Palvin (née en 1993), la femme d'affaires et ancienne mannequin Kata Sarka (née en 1986), le comédien Zsolt Szentirmai (né en 1974) et l'organiste Szabolcs Tóka (né en 1959), qui y a passé une partie de son enfance.
La ville d'Albertirsa a décerné le titre de citoyen d'honneur aux personnalités suivantes : Mihály Roszík (2000), József Szántó (2000), Giuseppe Gatti (2001), Mihály Tabányi (2001), Péter Turi (2001), Dr. Erzsébet Mányi (2003), László Sirkó (2020), Dr. László Békesi (2023) et László Fazekas (2024).